# Himantozoumella amaltheae
Himantozoumella amaltheae är en mossdjursart som beskrevs av Jean-Loup d'Hondt och Schopf 1984. Himantozoumella amaltheae ingår i släktet Himantozoumella och familjen Bugulidae. Inga underarter finns listade i Catalogue of Life.